# Svetovno prvenstvo v nogometu 1930
Svetovno prvenstvo v nogometu 1930 bi bilo prvo Svetovno prvenstvo v nogometu, ki ga je gostil Urugvaj med 13. in 30. julijem 1930. Na njem je sodelovalo 13 državnih reprezentanc, ki so odigrale skupno 18 tekem. Končni zmagovalec in s tem prvi svetovni prvak je postal Urugvaj. V finalni tekmi je pred približno 80 000 gledalci premagal Argentino s 4:2. Urugvaj je prvenstvo gostil, ker je bil takrat olimpijski prvak, poleg tega pa je leta 1928 praznoval tudi stoletnico neodvisnosti.
Tekma za 3. mesto med Kraljevino Jugoslavijo in ZDA ni bila odigrana, po nekaterih virih zaradi jugoslovanskega ogorčenja nad sojenjem v polfinalu, zato so tretje mesto uradno osvojili Američani.
Reprezentanca kraljevine Jugoslavije je bila zaradi politično-športnega spora sestavljena samo iz srbskih igralcev, morali bi nastopiti še najboljši hrvaških klubov Gradjanski, Hajduk in Concordia, ki so osvojili zadnje tri naslove državnih prvakov, vendar so zaradi zamere ob prestavitvi sedeža Jugoslovanske nogometne zveze iz Zagreba v Beograd ostali doma. Brez predvidenega nastopa je zaradi bojkota ostal tudi Slovenec Maksimilijan Mihelčič, vratar Gradjanskega iz Zagreba.

## Prizorišča
Vseh 18 tekem je bilo odigranih na treh štadionih v glavnem mestu Montevideu:
- Estadio Centenario
- Estadio Pocitos
- Estadio Parque Central

## Rezultati

### Predtekmovanje

#### Skupina 1
| Reprezentanca | OT | Z | N | P | DG | PG | GR | TOČ |
| ------------- | -- | - | - | - | -- | -- | -- | --- |
| Argentina     | 3  | 3 | 0 | 0 | 10 | 4  | +6 | 6   |
| Čile          | 3  | 2 | 0 | 1 | 5  | 3  | +2 | 4   |
| Francija      | 3  | 1 | 0 | 2 | 4  | 3  | +1 | 2   |
| Mehika        | 3  | 0 | 0 | 3 | 4  | 13 | −9 | 0   |

| 13. julij 1930 15:00 | Francija                                        | 4 – 1      | Mehika      | Stadion: Estadio Pocitos, Montevideo Gledalcev: 3.000 Sodnik: Domingo Lombardi |
| 13. julij 1930 15:00 | L. Laurent 19' Langiller 40' Maschinot 43', 87' | (Poročilo) | Carreño 70' | Stadion: Estadio Pocitos, Montevideo Gledalcev: 3.000 Sodnik: Domingo Lombardi |

| 15. julij 1930 16:00 | Argentina | 1 – 0      | Francija | Stadion: Estadio Parque Central, Montevideo Gledalcev: 18.000 Sodnik: Almeida Rêgo |
| 15. julij 1930 16:00 | Monti 81' | (Poročilo) |          | Stadion: Estadio Parque Central, Montevideo Gledalcev: 18.000 Sodnik: Almeida Rêgo |

| 16. julij 1930 14:45 | Čile                            | 3 – 0      | Mehika | Stadion: Estadio Parque Central, Montevideo Gledalcev: 7.000 Sodnik: Henri Christophe |
| 16. julij 1930 14:45 | Vidal 3', 65' M. Rosas 51' (AG) | (Poročilo) |        | Stadion: Estadio Parque Central, Montevideo Gledalcev: 7.000 Sodnik: Henri Christophe |

| 19. julij 1930 12:50 | Čile         | 1 – 0      | Francija | Stadion: Estadio Centenario, Montevideo Gledalcev: 50.000 Sodnik: Aníbal Tejada |
| 19. julij 1930 12:50 | Subiabre 65' | (Poročilo) |          | Stadion: Estadio Centenario, Montevideo Gledalcev: 50.000 Sodnik: Aníbal Tejada |

| 19. julij 1930 15:00 | Argentina                                         | 6 – 3      | Mehika                             | Stadion: Estadio Centenario, Montevideo Gledalcev: 50.000 Sodnik: Ulises Saucedo |
| 19. julij 1930 15:00 | Stábile 8', 17', 80' Zumelzú 12', 55' Varallo 53' | (Poročilo) | M. Rosas 42' (pen.), 65' Gayón 75' | Stadion: Estadio Centenario, Montevideo Gledalcev: 50.000 Sodnik: Ulises Saucedo |

| 22. julij 1930 14:45 | Argentina                        | 3 – 1      | Čile         | Stadion: Estadio Centenario, Montevideo Gledalcev: 35.000 Sodnik: John Langenus |
| 22. julij 1930 14:45 | Stábile 12', 13' M. Evaristo 81' | (Poročilo) | Subiabre 15' | Stadion: Estadio Centenario, Montevideo Gledalcev: 35.000 Sodnik: John Langenus |

#### Skupina 2
| Reprezentanca | OT | Z | N | P | DG | PG | GR | TOČ |
| ------------- | -- | - | - | - | -- | -- | -- | --- |
| Jugoslavija   | 2  | 2 | 0 | 0 | 6  | 1  | +5 | 4   |
| Brazilija     | 2  | 1 | 0 | 1 | 5  | 2  | +3 | 2   |
| Bolivija      | 2  | 0 | 0 | 2 | 0  | 8  | −8 | 0   |

| 14. julij 1930 12:45 | Jugoslavija          | 2 – 1      | Brazilija     | Stadion: Estadio Parque Central, Montevideo Gledalcev: 5.000 Sodnik: Aníbal Tejada |
| 14. julij 1930 12:45 | Tirnanić 21' Bek 30' | (Poročilo) | Preguinho 62' | Stadion: Estadio Parque Central, Montevideo Gledalcev: 5.000 Sodnik: Aníbal Tejada |

| 17. julij 1930 12:45 | Jugoslavija                                 | 4 – 0      | Bolivija | Stadion: Estadio Parque Central, Montevideo Gledalcev: 800 Sodnik: Francisco Mateucci |
| 17. julij 1930 12:45 | Bek 60', 67' Marjanović 65' Vujadinović 85' | (Poročilo) |          | Stadion: Estadio Parque Central, Montevideo Gledalcev: 800 Sodnik: Francisco Mateucci |

| 20. julij 1930 13:00 | Brazilija                            | 4 – 0      | Bolivija | Stadion: Estadio Centenario, Montevideo Gledalcev: 1.200 Sodnik: Thomas Balvay |
| 20. julij 1930 13:00 | Moderato 37', 73' Preguinho 57', 83' | (Poročilo) |          | Stadion: Estadio Centenario, Montevideo Gledalcev: 1.200 Sodnik: Thomas Balvay |

#### Skupina 3
| Reprezentanca | OT | Z | N | P | DG | PG | GR | TOČ |
| ------------- | -- | - | - | - | -- | -- | -- | --- |
| Urugvaj       | 2  | 2 | 0 | 0 | 5  | 0  | +5 | 4   |
| Romunija      | 2  | 1 | 0 | 1 | 3  | 5  | −2 | 2   |
| Peru          | 2  | 0 | 0 | 2 | 1  | 4  | −3 | 0   |

| 14. julij 1930 14:50 | Romunija                       | 3 – 1      | Peru               | Stadion: Estadio Pocitos, Montevideo Gledalcev: 300 Sodnik: Alberto Warnken |
| 14. julij 1930 14:50 | Deşu 1' Stanciu 79' Kovács 89' | (Poročilo) | Souza Ferreira 75' | Stadion: Estadio Pocitos, Montevideo Gledalcev: 300 Sodnik: Alberto Warnken |

| 18. julij 1930 14:30 | Urugvaj    | 1 – 0      | Peru | Stadion: Estadio Centenario, Montevideo Gledalcev: 70.000 Sodnik: John Langenus |
| 18. julij 1930 14:30 | Castro 65' | (Poročilo) |      | Stadion: Estadio Centenario, Montevideo Gledalcev: 70.000 Sodnik: John Langenus |

| 21. julij 1930 14:50 | Urugvaj                                   | 4 – 0      | Romunija | Stadion: Estadio Centenario, Montevideo Gledalcev: 80.000 Sodnik: Almeida Rêgo |
| 21. julij 1930 14:50 | Dorado 7' Scarone 26' Anselmo 31' Cea 35' | (Poročilo) |          | Stadion: Estadio Centenario, Montevideo Gledalcev: 80.000 Sodnik: Almeida Rêgo |

#### Skupina 4
| Reprezentanca                                             | OT | Z | N | P | DG | PG | GR | TOČ |
| --------------------------------------------------------- | -- | - | - | - | -- | -- | -- | --- |
| ZDA                                                       | 2  | 2 | 0 | 0 | 6  | 0  | +6 | 4   |
| [[Slika:{{{flag alias-1842}}}\|22x20px\|border]] Paragvaj | 2  | 1 | 0 | 1 | 1  | 3  | −2 | 2   |
| Belgija                                                   | 2  | 0 | 0 | 2 | 0  | 4  | −4 | 0   |

| 13. julij 1930 15:00 | ZDA                                 | 3 – 0      | Belgija | Stadion: Estadio Parque Central, Montevideo Gledalcev: 10.000 Sodnik: José Macías |
| 13. julij 1930 15:00 | McGhee 23' Florie 45' Patenaude 69' | (Poročilo) |         | Stadion: Estadio Parque Central, Montevideo Gledalcev: 10.000 Sodnik: José Macías |

| 17. julij 1930 14:45 | ZDA                     | 3 – 0      | [[Slika:{{{flag alias-1842}}}\|22x20px\|border]] Paragvaj | Stadion: Estadio Parque Central, Montevideo Gledalcev: 800 Sodnik: José Macías |
| 17. julij 1930 14:45 | Patenaude 10', 15', 50' | (Poročilo) |                                                           | Stadion: Estadio Parque Central, Montevideo Gledalcev: 800 Sodnik: José Macías |

| 20. julij 1930 15:00 | Paragvaj [[Slika:{{{flag alias-1842}}}\|22x20px\|border ]] | 1 – 0      | Belgija | Stadion: Estadio Centenario, Montevideo Gledalcev: 900 Sodnik: Ricardo Vallarino |
| 20. julij 1930 15:00 | Vargas Peña 40'                                            | (Poročilo) |         | Stadion: Estadio Centenario, Montevideo Gledalcev: 900 Sodnik: Ricardo Vallarino |

### Zaključni del
|  | Polfinale              | Polfinale |   |  | Finale                 | Finale |  |
|  |                        |           |   |  |                        |        |  |
|  | 26. julij – Montevideo |           |   |  |                        |        |  |
|  | Argentina              | 6         |   |  |                        |        |  |
|  | ZDA                    | 1         |   |  |                        |        |  |
|  |                        |           |   |  |                        |        |  |
|  |                        |           |   |  | 30. julij – Montevideo |        |  |
|  |                        |           |   |  | Argentina              | 2      |  |
|  |                        | Urugvaj   | 4 |  |                        |        |  |
|  |                        |           |   |  |                        |        |  |
|  |                        |           |   |  |                        |        |  |
|  |                        |           |   |  |                        |        |  |
|  | 27. julij – Montevideo |           |   |  |                        |        |  |
|  | Urugvaj                | 6         |   |  |                        |        |  |
|  | Jugoslavija            | 1         |   |  |                        |        |  |

#### Polinale
| 26. julij 1930 14:45 | Argentina                                                 | 6 – 1      | ZDA       | Stadion: Estadio Centenario, Montevideo Gledalcev: 80.000 Sodnik: John Langenus |
| 26. julij 1930 14:45 | Monti 20' Scopelli 56' Stábile 69', 87' Peucelle 80', 85' | (Poročilo) | Brown 89' | Stadion: Estadio Centenario, Montevideo Gledalcev: 80.000 Sodnik: John Langenus |

| 27. julij 1930 14:45 | Urugvaj                                        | 6 – 1      | Jugoslavija    | Stadion: Estadio Centenario, Montevideo Gledalcev: 93.000 Sodnik: Almeida Rêgo |
| 27. julij 1930 14:45 | Cea 18', 67', 72' Anselmo 20', 31' Iriarte 61' | (Poročilo) | Vujadinović 4' | Stadion: Estadio Centenario, Montevideo Gledalcev: 93.000 Sodnik: Almeida Rêgo |

#### Finale
| 30. julij 1930 15:30 | Urugvaj                                   | 4 – 2      | Argentina                | Stadion: Estadio Centenario, Montevideo Gledalcev: 93.000 Sodnik: John Langenus |
| 30. julij 1930 15:30 | Dorado 12' Cea 57' Iriarte 68' Castro 89' | (Poročilo) | Peucelle 20' Stábile 37' | Stadion: Estadio Centenario, Montevideo Gledalcev: 93.000 Sodnik: John Langenus |

## Statistika

### Strelci
8 golov
- Guillermo Stábile

5 golov
- Pedro Cea

4 goli
- Guillermo Subiabre
- Bert Patenaude

3 goli
| - Carlos Peucelle - Preguinho | - Peregrino Anselmo | - Ivan Bek |

2 gola
| - Luis Monti - Adolfo Zumelzú - Moderato | - André Maschinot - Manuel Rosas - Héctor Castro | - Pablo Dorado - Santos Iriarte - Bart McGhee |

1 gol
| - Mario Evaristo - Alejandro Scopelli - Francisco Varallo - Carlos Vidal - Marcel Langiller - Lucien Laurent - Juan Carreño | - Roberto Gayón - Luis Vargas Peña - Luis Souza Ferreira - Ştefan Barbu - Adalbert Deşu - Constantin Stanciu | - Jim Brown - Héctor Scarone - Blagoje Marjanović - Branislav Sekulić - Aleksandar Tirnanić - Đorđe Vujadinović |